# Olau Line

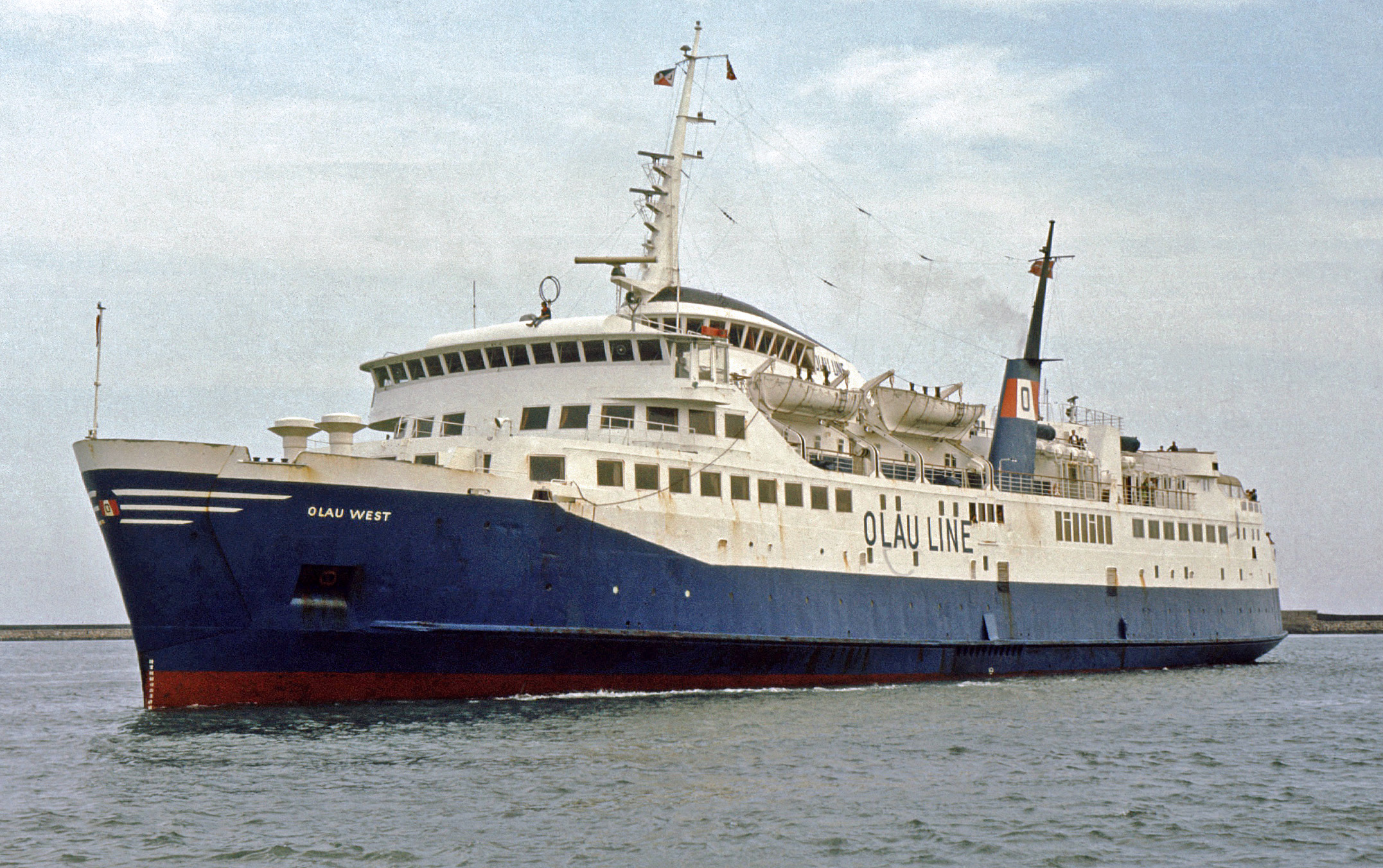
Olau West 1976 in Frederikshavn

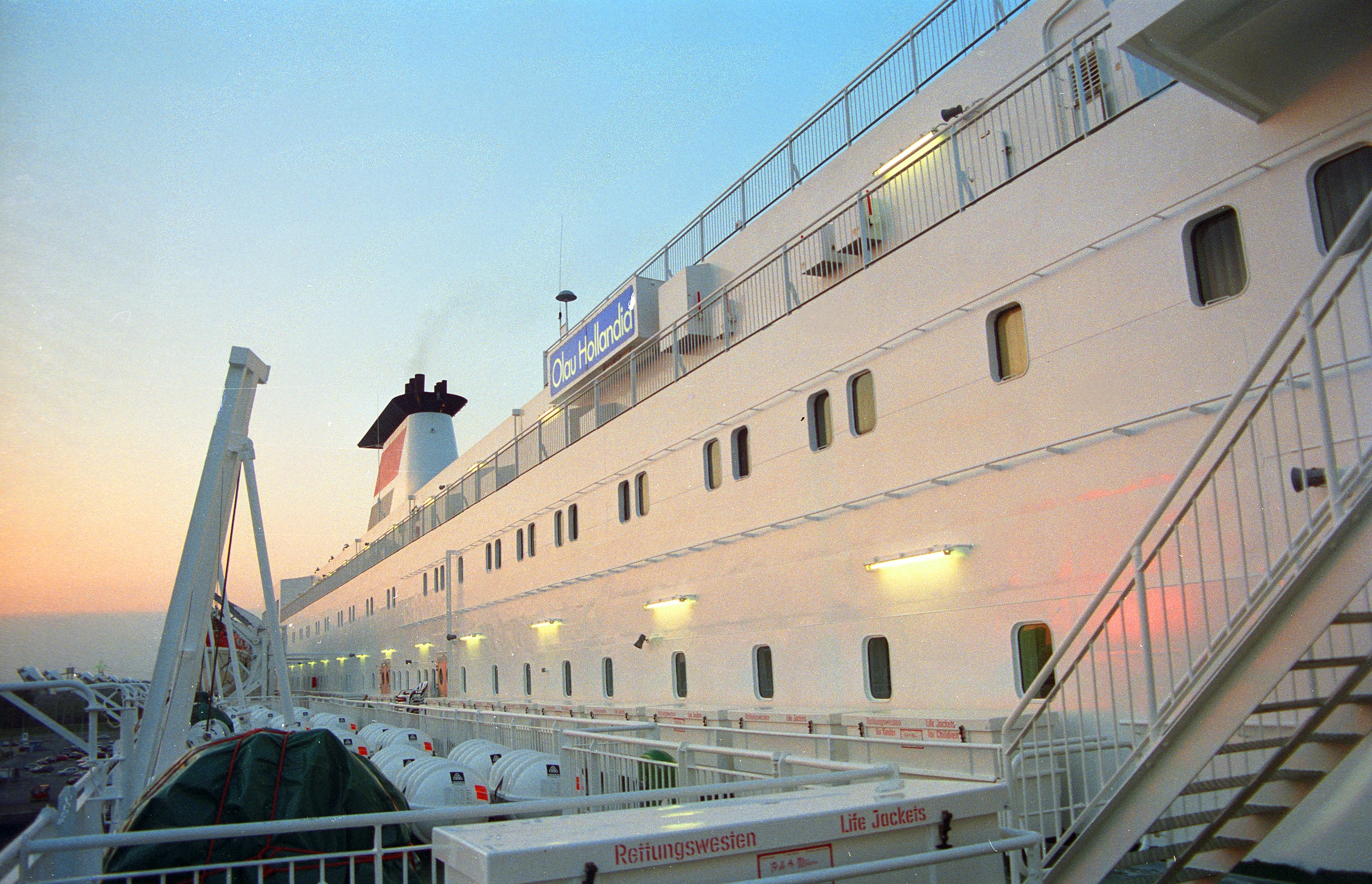
Olau Hollandia von 1989

Die Olau Line war eine Reederei, die 1956 von dem dänischen Reeder Ole Lauritzen gegründet wurde. Die Reederei besaß Tanker und Frachtschiffe, die verchartert wurden, und betrieb eine Fährverbindung.

## Geschichte
Im Jahr 1973 startete Olau Line zwischen Vlissingen und Ramsgate eine Fährverbindung, über die hauptsächlich Fahrzeuge nach Großbritannien importiert wurden. Ein Jahr später wurde die Route Vlissingen – Sheerness eröffnet, wo u. a. die Olau West eingesetzt wurde.
1977 geriet Olau Line in wirtschaftliche Schwierigkeiten und wurde ein Jahr später zu 50 % von der deutschen Reederei TT-Linie aufgekauft. 1979 übernahm die TT-Linie auch die verbliebenen Anteile von Ole Lauritzen und wurde so 100-prozentiger Eigentümer.
In den Jahren 1981 und 1982 konzentrierte Olau Line ihr Engagement auf der Route Vlissingen – Sheerness und kaufte bei Schichau Seebeck in Bremerhaven die Fähren Olau Hollandia und Olau Britannia, die in den Jahren 1989 und 1990 durch zwei gleichnamige, noch größere Fähren ersetzt wurden. Die neue Olau Hollandia und die neue Olau Britannia waren zu diesem Zeitpunkt die größten und luxuriösesten Schiffe im Fährverkehr mit dem Vereinigten Königreich. Die Olau Hollandia wurde im September 1989 abgeliefert, die Olau Britannia folgte im nächsten Jahr. Die rund 160 Meter langen und knapp 30 Meter breiten Schiffe wurden von vier Schiffsdieselmotoren des Herstellers Sulzer AG angetrieben und waren bis zu 21,3 Knoten schnell. Es gab sieben Decks für Passagiere, auf denen 1600 Passagiere Platz fanden. Zusätzlich konnten 575 Personenkraftwagen oder alternativ 118 Lastkraftwagen aufgenommen werden.

## Das Ende der Olau Line
Um 1990 gab es einen lebhaften Wettbewerb verschiedener im Ärmelkanal tätiger Reedereien. Die Olau Line befuhr dabei eine Verbindung östlich der Straße von Dover, die mit längeren Reisezeiten verbunden war. Zudem zeichnete sich ab, dass durch die Eröffnung des Eurotunnels zwischen Folkestone und Coquelles eine Verschiebung der Verkehrsströme auf den Verkehrsträger Schiene stattfinden würde. War die Überfahrt mit einem Fährschiff bislang die einzige Möglichkeit, ein Straßenfahrzeug vom europäischen Festland nach Großbritannien zu überführen, ist dies seit der Eröffnung des Eurotunnels auch mit dem Autozug Eurotunnel Le Shuttle möglich. Die wirtschaftliche Ausgangssituation der Olau Line war somit bereits ungünstig.
Zum Jahreswechsel 1993/94 kam es vermehrt zu Streitigkeiten zwischen dem Eigner TT-Line und der Gewerkschaft ÖTV sowie dem Seebetriebsrat. Während die TT-Line eine strategische Neuausrichtung plante, wollten Gewerkschaft und Seebetriebsrat nicht den Einfluss auf den bis dato in Deutschland registrierten Schiffen verlieren.
So plante die TT-Line eine Ausflaggung der beiden Schiffe bzw. einen Schiffstausch (und damit verbundenen Mannschaftstausch) mit den auf der Ostsee verkehrenden Schiffen Peter Pan und Nils Holgersson. Es kam zum Streik der Mannschaft der Olau Hollandia vor Vlissingen.
Um nicht Spielball der Gewerkschaften zu werden, beschloss TT-Line im März 1994, die Verbindung zwischen Vlissingen und Sheerness zum 15. Mai 1994 einzustellen. Die Schiffe wurden an P&O Ferries (P&O) verchartert. Mittlerweile sind die sog. „Olau-Twins“ verkauft und fahren als GNV Cristal und GNV Atlas für Grandi Navi Veloci im Mittelmeer.